# Ivan Sratsimir
Ivan Sratsimir, född cirka 1324 i Lovetj, död 1397 i Bursa, var en bulgarisk monark. Han var Bulgariens regent 1356–1396. Han regerade endast en del av Bulgarien. Han räknas som den sista inhemska regenten i Bulgarien före den osmanska erövringen av Bulgarien 1396. 